# 1000-km-Rennen auf dem Nürburgring 1964

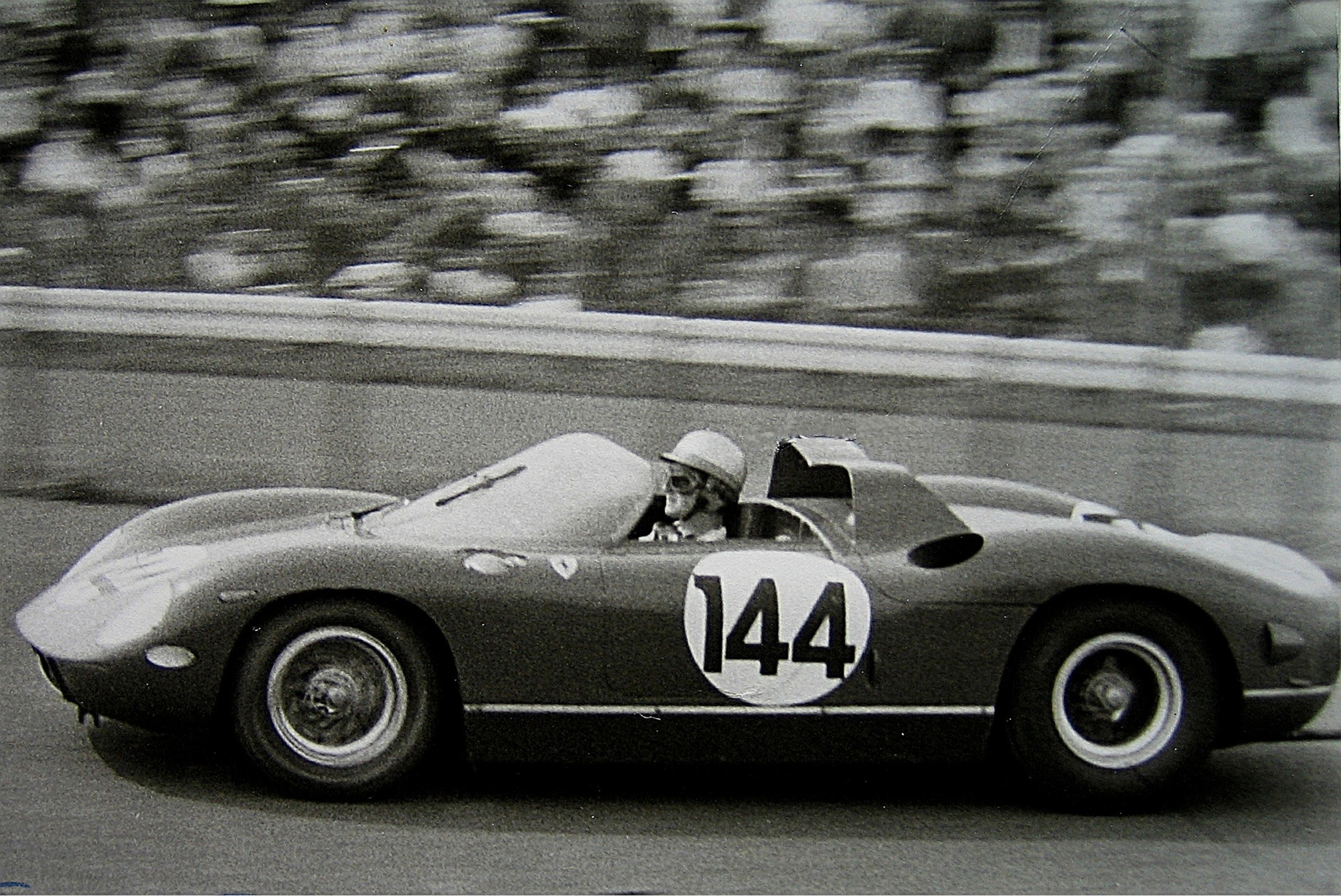
Ludovico Scarfiotti im siegreichen Ferrari 275P

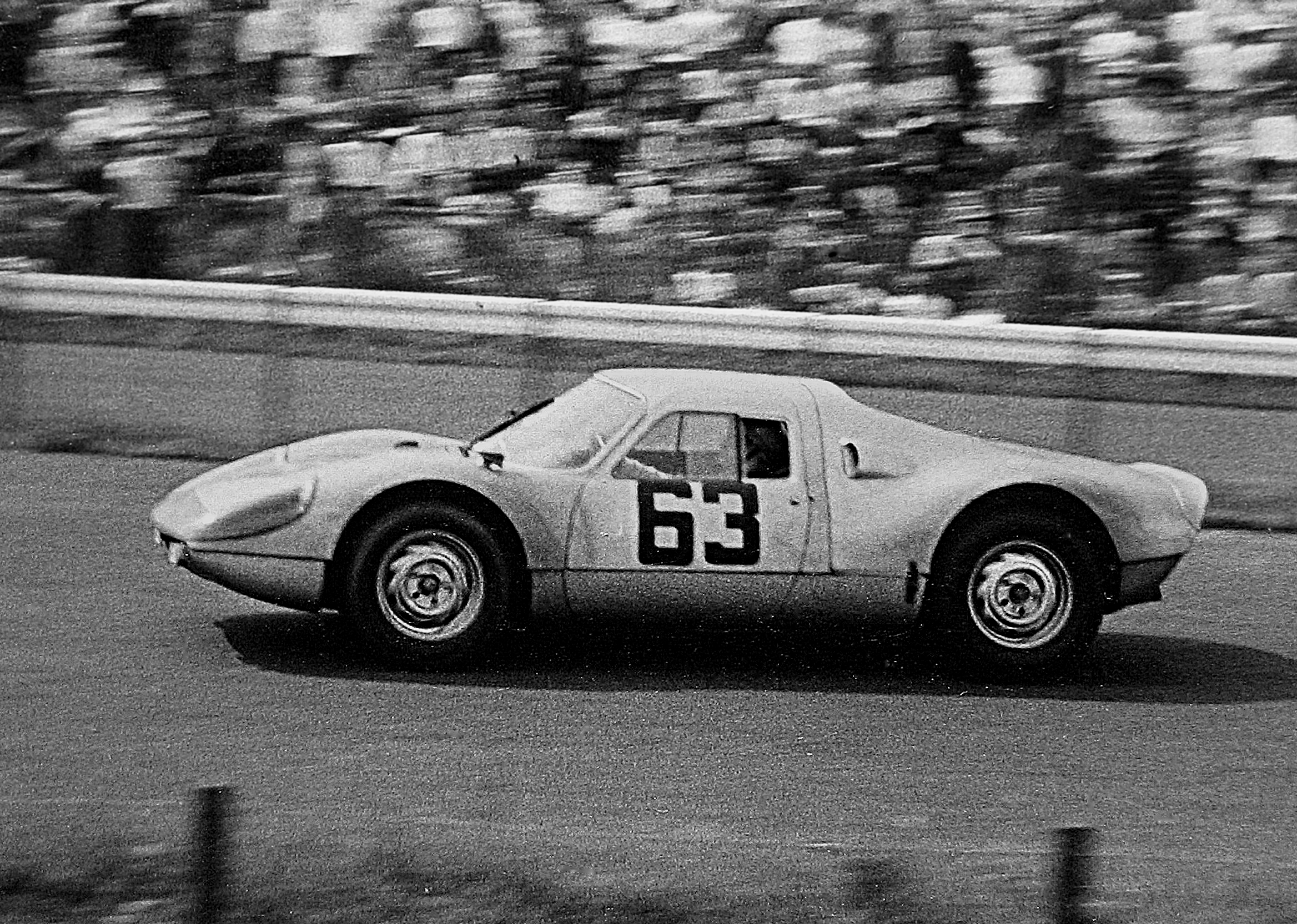
Der Porsche 904 GTS mit der Startnummer 63; gefahren wurde der Wagen vom Italiener Andrea Vianini und dessen argentinischem Teamkollegen Nasif Estéfano, die den zehnten Gesamtrang erreichten

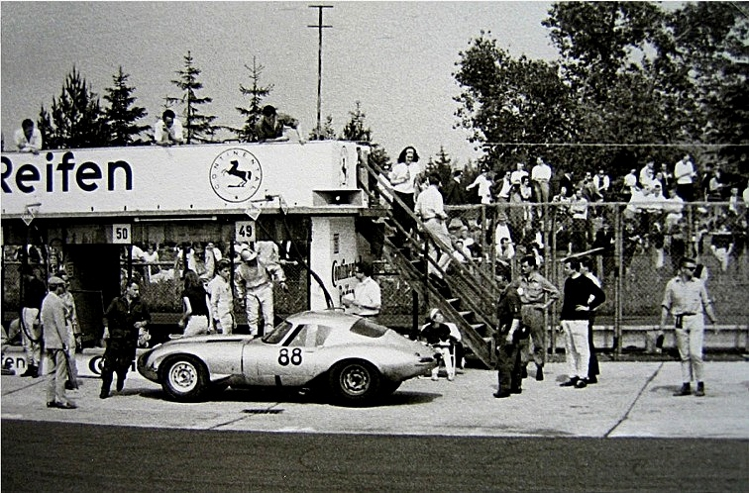
Der Jaguar E-Type Lightweight von Peter Lindner und Peter Nöcker beim Boxenstopp; hinter der Motorhaube stehend sieht man die beiden Piloten; Peter Lindner ohne Helm und neben ihm der behelmte Teamkollege Peter Nöcker

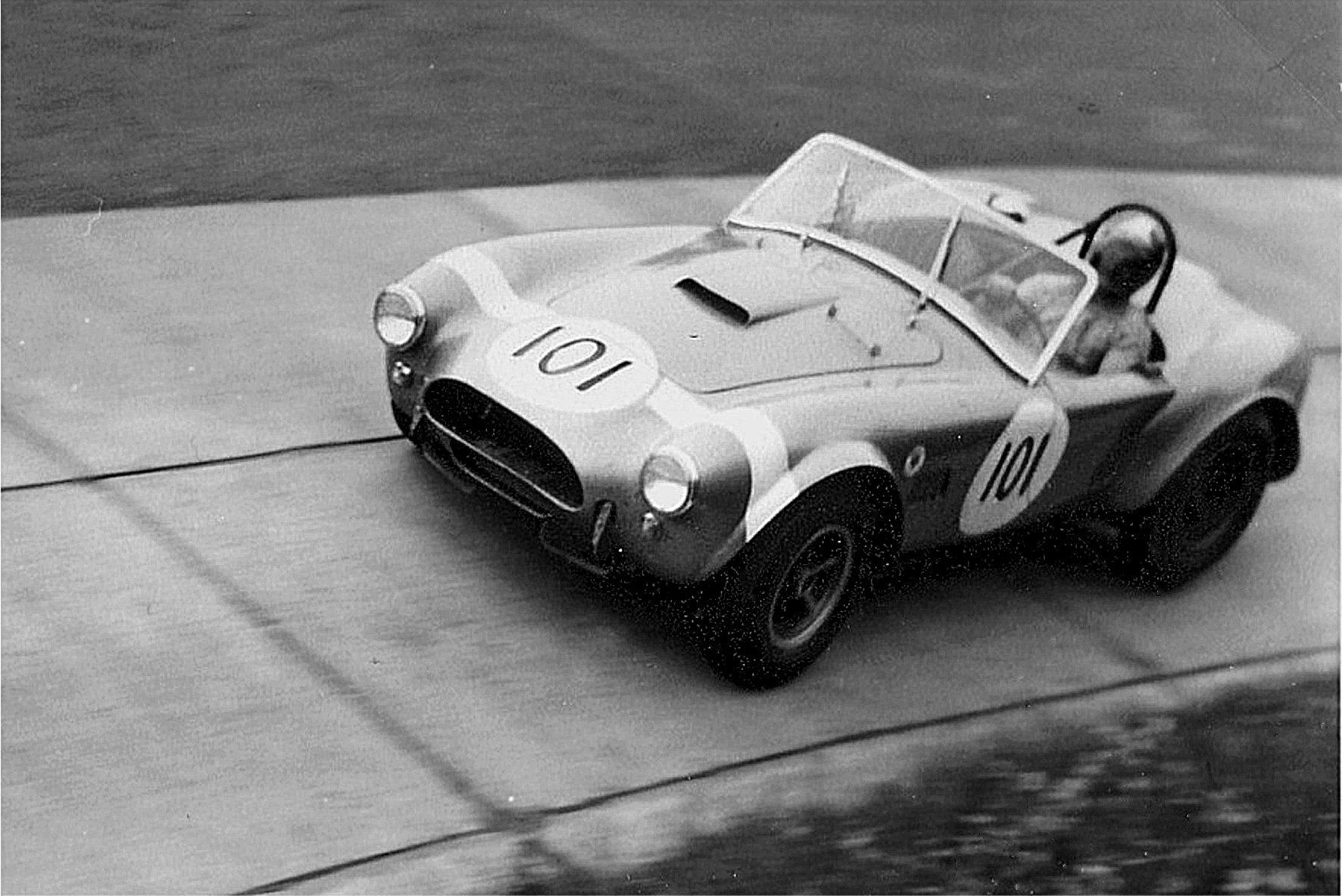
Bob Bondurant durchfährt im Shelby Cobra während des Trainings den Streckenabschnitt Karussell

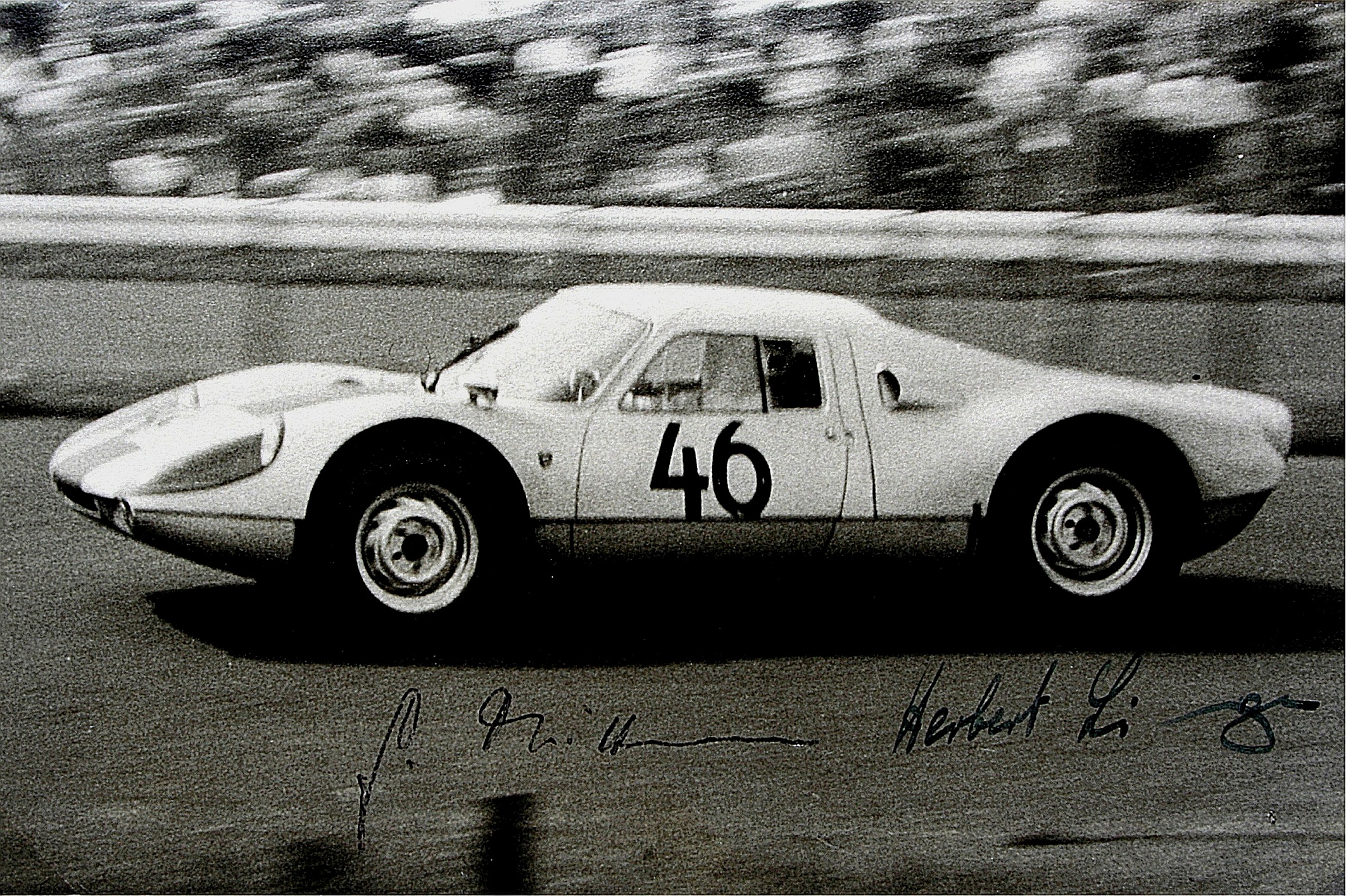
Herbert Linge im Porsche 904 GTS; mit Partner Gerhard Mitter erreichte er den 12. Rang in der Gesamtwertung

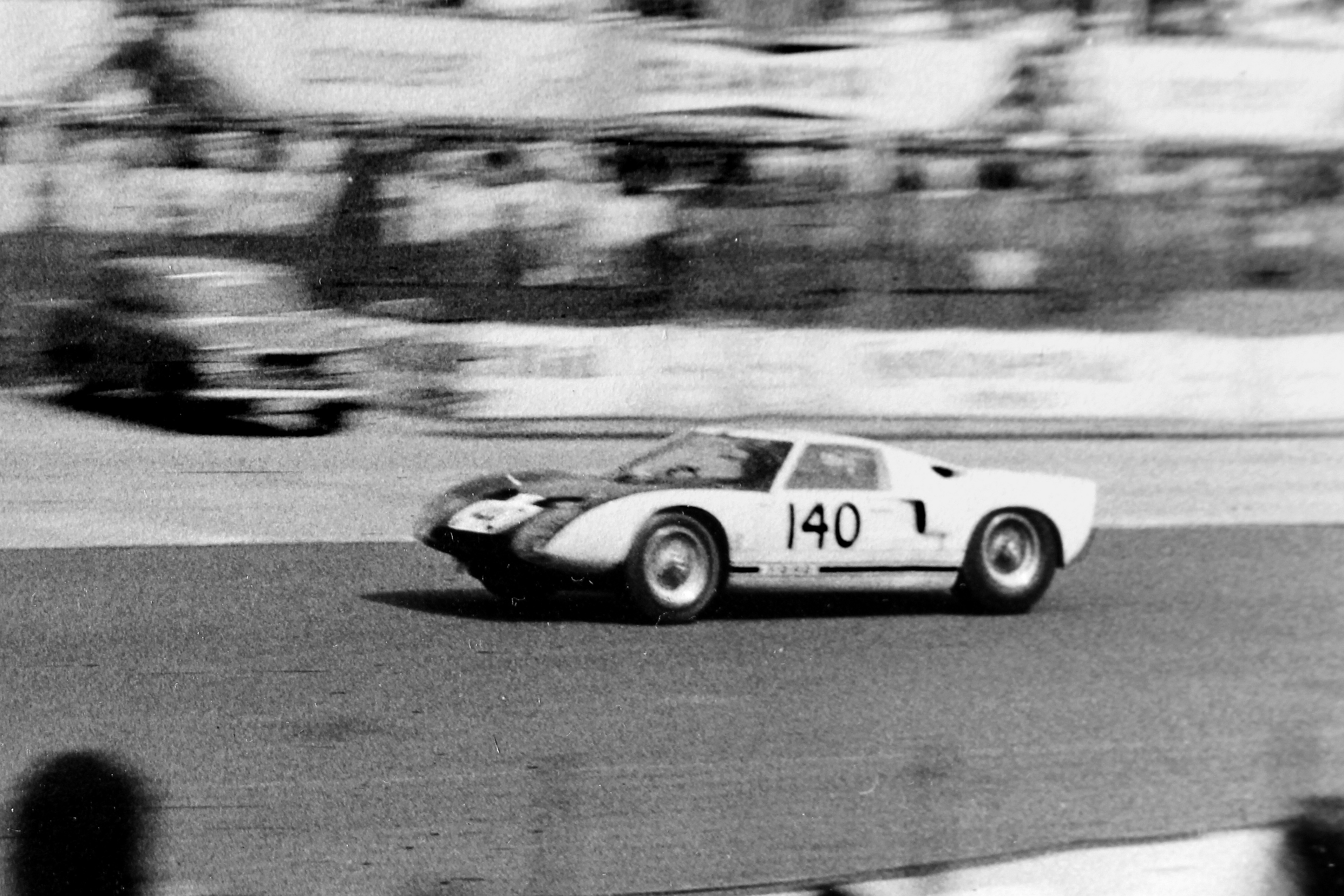
Phil Hill im Ford GT40

Das zehnte 1000-km-Rennen auf dem Nürburgring, auch ADAC-1000-km-Rennen, Nürburgring, fand am 31. Mai 1964 statt und war der siebte Wertungslauf der Sportwagen-Weltmeisterschaft dieses Jahres.

## Vor dem Rennen
Das 1000-km-Rennen auf der Nordschleife des Nürburgrings war 1964 schon das siebte Rennen, das zur Sportwagen-Weltmeisterschaft 1964 zählte. 20 Rennveranstaltungen umfasste die Rennserie in diesem Jahr und beinhaltete so unterschiedliche Rennen wie das 24-Stunden-Rennen von Le Mans, das Roßfeld-Bergrennen und die Tour de France für Automobile. Das Rennen in Deutschland war nach dem 2000-km-Rennen von Daytona – der Vorgängerveranstaltung des dortigen 24-Stunden-Rennens –, dem 12-Stunden-Rennen von Sebring und der Targa Florio das vierte Sportwagenrennen des Jahres, bei dem Sportwagenprototypen und GT-Fahrzeuge gleichzeitig startberechtigt waren.
In Daytona waren Pedro Rodríguez und Phil Hill auf einem vom North American Racing Team gemeldeten Ferrari 250 GTO/64 siegreich; in Sebring gewannen Mike Parkes und Umberto Maglioli im Werks-Ferrari 275P. Bei der Targa triumphierten Antonio Pucci und Colin Davis für Porsche. Der letzte Weltmeisterschaftslauf vor dem Nürburgring-Rennen war das Bergrennen Consuma, das mit dem Gesamtsieg von Odoardo Govoni auf einem Maserati Tipo 60 endete.

## Das Rennen

### Verwirrung um Herbert Müller
119 Fahrzeuge (einschließlich dreier Trainingswagen) waren zu dem Rennen gemeldet, 81 gingen an den Start, 46 kamen innerhalb der Wertung ins Ziel.
Einige Verwirrung gibt es in den Start- und Ergebnislisten um den Schweizer Rennfahrer Herbert Müller. Der in Reinach geborene Westschweizer steht für zwei verschiedene Teams in diesen Listen. Einerseits fuhr er als Partner von André Knörr einen Porsche 904 GTS der Scuderia Filipinetti, und andererseits soll er als Partner von Tommy Spychiger einen Werks-Abarth-Simca 1300 Bialbero an die 22. Stelle der Gesamtwertung pilotiert haben. Ob es sich tatsächlich um ein und denselben Fahrer handelte, ist unklar. Ganz auszuschließen ist ein Doppelstart allerdings nicht; das sportliche Reglement hätte es möglich gemacht.

### Tödliche Unfälle im Training
Die Prototypen- und GT-Fahrzeuge, die seit Anfang der 1960er-Jahre bei den großen Sportwagenrennen gefahren wurden, waren in fast allen Klassen technologisch fortschrittlich und zum großen Teil richtige Rennwagen. Die Zeit der umgebauten Straßenwagen war endgültig vorbei. Diese Wagen waren schnelle Fahrzeuge. Um sie bei hohem Tempo fehlerfrei bewegen zu können, war von Fahrern neben Talent auch Routine gefordert. Am Nürburgring kamen die schwierigen Streckenverhältnisse als zusätzliche Herausforderung hinzu.
Im Training zum 1000-km-Rennen starben der Deutsche Rudolf-Wilhelm Moser und der Brite Brian Hetreed bei Unfällen. Moser war kein Neuling mehr am Nürburgring. Sein erstes 1000-km-Rennen hatte er schon 1957 bestritten. Seine beste Platzierung war der 13. Platz beim 1000-km-Rennen auf dem Nürburgring 1962. Moser fuhr neben seinen Auftritten beim 1000-km-Rennen vor allem Sportwagenrennen in Deutschland. Hetreed hatte seine Karriere erst 1963 begonnen und als bestes Ergebnis einen siebten Rang beim Silverstone International vorzuweisen.
Hetreed starb nach einem Unfall im Streckenabschnitt Bergwerk auf dem Weg ins Krankenhaus. Sein Aston Martin DP214 war von der Strecke abgekommen, über eine Böschung gestürzt und hatte sich mehrmals überschlagen. Moser drehte sich im Abschnitt Antoniusbuche und prallte dabei in ein am Streckenrand stehendes Fahrzeug; er starb noch an der Unfallstelle.
Überhaupt war die gesamte Rennveranstaltung von vielen schweren Unfällen überschattet. Allein im Training gab es mehr als zehn Zwischenfälle. Neben den beiden tödlich verunglückten Fahrern konnten sechs weitere Teams am Rennen nicht teilnehmen, weil ihre Wagen teils weitgehend zerstört waren, darunter der AC Cobra von Jack Sears und Frank Gardner sowie der Lotus Elan 26R von Mike Spence und Peter Arundell. Im Rennen gab es schon knapp nach dem Start eine Kollision mehrerer Fahrzeuge, durch die Jean-Pierre Beltoise (René Bonnet Djet) und der Porsche 904 von Léon Dernier/André Pilette ausschieden.
Verhältnismäßig glimpflich verliefen die Trainingsunfälle von Vincenzo Arena und Edgar Barth. Arena verlor in der Linkskurve hinter dem Brünnchen die Kontrolle über seinen AC Cobra und schlug mit der Fahrerseite in zwei Bäume ein, kam aber mit Rippenbrüchen davon. Edgar Barth überschlug sich mit seinem Porsche-904-Achtzylinder in den Innenraum der Südkehre, nachdem trotz frisch eingebauter Bremsklötze die Bremsanlage durch Luft in den Bremsleitungen wirkungslos war. Das Dach des Coupés löste sich, sodass Barth aus dem Wagen geschleudert wurde. Er erlitt jedoch nur Prellungen und konnte am nächsten Tag mit einem Ersatzwagen zum Rennen starten.

### Teams, Fahrzeuge und Fahrer
Ein Jahrzehnt nach dem ersten 1000-km-Rennen in der Eifel, das 1953 mit einem Sieg von Giuseppe Farina und Alberto Ascari im Ferrari 375MM endete, hatte sich die Veranstaltung als eines der wichtigsten internationalen Langstreckenrennen etabliert. In Europa waren die 1000 Kilometer auf der Nordschleife nur mit dem 24-Stunden-Rennen von Le Mans vergleichbar. Dementsprechend groß war das Engagement der Rennteams und die Fülle der Meldungen.
Ferrari gewann das Rennen in den letzten beiden Jahren und betrieb auch 1964 wieder großen Aufwand. Zwei neue 275P, Mittelmotor-Rennwagen mit 3,3-Liter-V12-Motoren, wurden von Ludovico Scarfiotti, Nino Vaccarella, John Surtees und Lorenzo Bandini gefahren. In der GT-Klasse bis 3 Liter Hubraum meldete die Scuderia einen GTO, den Mike Parkes und Jean Guichet pilotierten. Weitere Ferrari-GTO-Meldungen gab es unter anderem von der belgischen Ecurie Francorchamps und dem britischen Rennfahrer David Piper. Erich Bitter und Hans-Peter Koepchen fuhren Bitters 250 GT SWB, und der Österreicher Gotfrid Köchert stellte seinen neu ausgelieferten 250LM seinem Landsmann Jochen Rindt und dem Italiener Umberto Maglioli zur Verfügung.
Die Marke Porsche hatte 17 Meldungen zu verzeichnen, davon elf 904 GTS und ein 904 mit 8-Zylinder-Motor. Die restlichen Porsche waren unterschiedliche 356er. Für die Werksmannschaft gingen Joakim Bonnier, Richie Ginther, Herbert Linge, Gerhard Mitter, Colin Davis und Edgar Barth an den Start. Aus den USA war Carroll Shelby mit drei Shelby-Cobras nach Deutschland gekommen. Zwei der 4,7-Liter-V8-Roadster wurden von Bob Bondurant, Jochen Neerpasch, Jo Schlesser und Richard Attwood gefahren; ein dritter Wagen war zwar gemeldet, kam im Rennen aber nicht zum Einsatz. Zwei weitere Cobras, die der britische Rennstallbesitzers John Willment einsetzte, waren in den Händen von Bob Olthoff, Paul Hawkins, Jack Sears und Frank Gardner, wobei der Sears/Gardner-Wagen (Startnummer 97) ebenfalls im Training verunfallte und nicht am Rennen teilnehmen konnte.
Starkes Engagement zeigte auch der französische Rennstallbesitzer René Bonnet. Fünf René Bonnet Djet meldete der ehemalige französische Rennfahrer. Die GT-Fahrzeuge hatten einen 1,1-Liter-Renault-Motor und wurden unter anderem von Robert Bouharde, Jean-Pierre Beltoise und Gérard Laureau übernommen.
Martini, Diva GT und ISO Grifo: Weitere bemerkenswerte Meldungen kamen von dem deutschen Rennfahrer und Konstrukteur Willi Martini, der Eigenbaufahrzeuge mit 0,7-Liter-BMW-Motor meldete, und Pierre Noblet, der einen Iso Grifo A3C an den Start brachte. Der Diva GT war ein leichtgewichtiges, kompaktes Sportcoupé mit einer GFK-Karosserie. Das Fahrzeug hatte einen filigranen Gitterrohrrahmen, hintere Einzelradaufhängung und vorne bereits Scheibenbremsen. Gefahren wurde der von Don Sim entwickelte Wagen unter anderem von den beiden späteren Formel-1-Piloten John Miles und Peter Gethin.

### Rennverlauf
Im 1000-km-Rennen 1964 setzte Ford erstmals einen Werkswagen in einem internationalen Langstreckenrennen ein. Es war ein Ford GT mit 8-Zylinder-V-Motor, Hubraum 4160 cm³, 376 PS bei 7200/min, gefahren von Bruce McLaren und Phil Hill. Mit einer Trainingszeit von 9:04,7 Minuten startete der Wagen von Platz zwei, fiel jedoch in Runde 14 auf Platz vier liegend mit gebrochener Hinterachsstrebe aus.
Von Anfang an war das Rennen von vielen Ausfällen geprägt. Zur Halbzeit war die Hälfte der gestarteten Porsches ausgeschieden. In Führung lagen lange drei Ferrari 275P mit dem Trainingsschnellsten John Surtees und dessen Teamkollegen Lorenzo Bandini an der Spitze. Knapp nach Halbzeit kam dann der erste Rückschlag für die Scuderia: Innes Ireland, der sich einen 275P des britischen Ferrari-Generalimporteurs Maranello Concessionaires mit Graham Hill teilte, kam im Laufschritt an die Boxen, da ihm knapp einen Kilometer davor der Treibstoff ausgegangen war. Mit einem Kanister voll Benzin rannte dann Hill zum Fahrzeug, tankte nach und setzte nach dem regulären Boxenstopp das Rennen fort. Das Team wurde jedoch wenig später wegen illegalen Nachtankens disqualifiziert. 12 Runden vor Schluss fiel der in Führung liegende John Surtees nach einem Fahrfehler und folgendem Unfall aus.
Dennoch gab es einem Ferrari-Doppelsieg. Scarfiotti/Vaccarella siegten vor Parkes/Guichet im 250 GTO. Der Vorsprung im Ziel betrug eine Runde. Bester Porsche war an der dritten Stelle der 904 GTS von Ben Pon und Gerhard Koch.

## Ergebnisse

### Schlussklassement
| 1               | P 3.0    | 144  | SpA Ferrari SEFAC          | Ludovico Scarfiotti Nino Vaccarella         | Ferrari 275P                 | 44 |
| 2               | GT 3.0   | 83   | SpA Ferrari SEFAC          | Mike Parkes Jean Guichet                    | Ferrari 250 GTO/64           | 43 |
| 3               | GT 2.0   | 45   | Ben Pon                    | Gerhard Koch Ben Pon                        | Porsche 904 GTS              | 43 |
| 4               | GT 3.0   | 74   | Ecurie Francorchamps       | Lucien Bianchi Gérard Langlois van Ophem    | Ferrari 250 GTO/64           | 43 |
| 5               | P 2.0    | 126  | Porsche System Engineering | Joakim Bonnier Richie Ginther               | Porsche 904/8                | 42 |
| 6               | GT 2.0   | 55   | Scuderia Filipinetti       | Herbert Müller André Knörr                  | Porsche 904 GTS              | 42 |
| 7               | GT 3.0   | 72   | David Piper                | David Piper Anthony Maggs                   | Ferrari 250 GTO              | 42 |
| 8               | GT 2.0   | 65   | Heinz Schiller             | Joseph Siffert Heinz Schiller               | Porsche 904 GTS              | 42 |
| 9               | GT 2.0   | 50   | S. M. A. R. T.             | David Hobbs Lloyd Casner                    | Porsche 904 GTS              | 42 |
| 10              | GT 2.0   | 63   | Andrea Vianini             | Andrea Vianini Nasif Estéfano               | Porsche 904 GTS              | 42 |
| 11              | GT 2.0   | 66   | Heini Walter               | Heini Walter Rudolf Jenzer                  | Porsche 904 GTS              | 42 |
| 12              | GT 2.0   | 46   | Porsche System Engineering | Herbert Linge Gerhard Mitter                | Porsche 904 GTS              | 41 |
| 13              | GT 1.6   | 34   | Scuderia Sant Ambroeus     | Giampiero Biscaldi Ernst Furtmayr           | Alfa Romeo Giulia TZ         | 41 |
| 14              | GT 1.6   | 35   | Scuderia Sant Ambroeus     | Roberto Bussinello Giorgio Pianta           | Alfa Romeo Giulia TZ         | 41 |
| 15              | GT 1.6   | 36   | Günter Klass               | Günter Klass Joseph Greger                  | Porsche 356B 2000 GS GT      | 41 |
| 16              | GT 1.3   | 8    | Abarth                     | Hans Herrmann Fritz Jüttner                 | Abarth-Simca 1300 Bialbero   | 41 |
| 17              | GT 2.0   | 43   | Günther Selbach            | Günther Selbach Herbert Schultze            | Porsche 904 GTS              | 41 |
| 18              | GT 3.0   | 75   | Ecurie Francorchamps       | Gustave Gosselin Francis van Lysbeth        | Ferrari 250 GTO              | 40 |
| 19              | P + 3.0  | 138  | Pierre Noblet              | Pierre Noblet Edgar Berney                  | Iso Grifo A3C                | 40 |
| 20              | GT 3.0   | 76   | Manfred Ramminger          | Manfred Ramminger Herbert Schander          | Ferrari 250 GTO              | 40 |
| 21              | GT 1.3   | 7    | Abarth                     | Roger Delageneste Walter Schneider          | Abarth-Simca 1300 Bialbero   | 40 |
| 22              | GT 1.3   | 6    | Abarth                     | Tommy Spychiger Herbert Müller              | Abarth-Simca 1300 Bialbero   | 40 |
| 23              | GT + 3.0 | 99   | Shelby American Inc.       | Jo Schlesser Richard Attwood                | Shelby Cobra                 | 39 |
| 24              | P 1.3    | 199  | Dick Jacobs                | Andrew Hedges Keith Greene                  | MG Midget                    | 39 |
| 25              | GT + 3.0 | 98   | Patrick McNally            | Wawrick Banks Patrick McNally               | Jaguar E-Type                | 39 |
| 26              | GT 3.0   | 81   | Erich Bitter               | Hans-Peter Koepchen Erich Bitter            | Ferrari 250 GT SWB           | 39 |
| 27              | P 1.3    | 118  | Richard Jacobs             | Alan Foster Christopher Martyn              | MG Midget                    | 39 |
| 28              | GT 3.0   | 78   | Peter Clarke               | Peter Clarke Dan Margulies                  | Ferrari 250 GTO              | 38 |
| 29              | P 1.3    | 122  | Donald Mitchell Healey     | Clive Baker William Bradley                 | Austin-Healey Sebring Sprite | 38 |
| 30              | GT 2.0   | 67   | Bernhard Rayers            | Bernhard Rayers Antonio Pucci               | Porsche 904 GTS              | 38 |
| 31              | GT 1.3   | 18   | Gerhard Bodmer             | Gerhard Bodmer Dieter Schmid                | Glas 1204 TS                 | 38 |
| 32              | GT 1.3   | 10   | Hans-Dieter Dechent        | Hans-Dieter Dechent Anton Fischhaber        | Abarth-Simca 1300 Bialbero   | 37 |
| 33              | GT 1.6   | 28   | Scuderia Lufthansa         | Günther Schwarz Hermann Dorner              | Porsche 356B Carrera         | 37 |
| 34              | GT 1.6   | 32   | Andre Welcker              | Freddy Semoulin Teddy Pilette               | Lotus Elan                   | 36 |
| 35              | GT 1.6   | 32   | Hessen                     | Ludwig Walter Ulrich Rose                   | Porsche 356                  | 36 |
| 36              | P 1.0    | 113  | Peter Jackson              | John Miles Peter Jackson                    | Diva GT                      | 35 |
| 37              | P 1.0    | 108  | Willi Martini              | Heinz Gilges Peter Otto                     | Martini                      | 35 |
| 38              | P 1.0    | 106  | Willi Martini              | Heinrich Hülbüsch Kurt Louis                | Martini                      | 34 |
| 39              | GT 1.3   | 19   | Sagittario                 | Pietro Laureati Secondo Ridolfi             | Abarth-Simca 1300 Bialbero   | 34 |
| 41              | GT 1.3   | 5    | Scuderia Sant Ambroeus     | Girolamo Capra Fernando Wissel              | Alfa Romeo Giulietta SZ      | 34 |
| 42              | GT 1.3   | 3    | Automobiles René Bonnet    | Robert Bouharde Roland Charrière            | René Bonnet Djet             | 34 |
| 43              | GT 1.3   | 1    | Automobiles René Bonnet    | Philippe Farjon Serge Lelong                | René Bonnet Djet             | 34 |
| 44              | GT + 3.0 | 96   | Willment Racing Team       | Bob Olthoff Paul Hawkins                    | Shelby Cobra                 | 32 |
| 45              | GT 3.0   | 61   | TVR                        | John Gaston Adrian Dence                    | TVR Grantura                 | 31 |
| 46              | GT 1.3   | 4    | Automobiles René Bonnet    | Jean Augereau Georges Bonnet                | René Bonnet Djet             | 31 |
| Disqualifiziert |          |      |                            |                                             |                              |    |
| 47              | P + 3.0  | 142  | Maranello Concessionaires  | Graham Hill Innes Ireland                   | Ferrari 275P                 | 28 |
| Ausgefallen     |          |      |                            |                                             |                              |    |
| 48              | GT 1.3   | 23   | Abarth                     | Franco Patria Kurt Ahrens                   | Abarth-Simca 1300 Bialbero   | 35 |
| 49              | P + 3.0  | 137  | Gotfrid Köchert            | Umberto Maglioli Jochen Rindt               | Ferrari 250LM                | 34 |
| 50              | P + 3.0  | 143  | SpA Ferrari SEFAC          | John Surtees Lorenzo Bandini                | Ferrari 275P                 | 32 |
| 51              | GT 1.6   | 27   | Scuderia Lufthansa         | Manfred Abels Robert Huhn                   | Porsche 356                  | 29 |
| 52              | GT + 3.0 | 93   | Peter Lumsden              | Peter Lumsden Peter Sargent                 | Jaguar E-Type Lightweight    | 28 |
| 53              | GT 1.3   | 15   | Pierre de Siebenthal       | Pierre de Siebenthal Hermann Windler        | Lotus Elite                  | 27 |
| 54              | GT 1.3   | 14   | Friedhelm Thiessen         | Friedhelm Thiessen Ludwig Hammer            | Glas 1204 TS                 | 24 |
| 55              | GT 2.0   | 44   | Ecurie Francorchamps       | Marcel van Bierbeek Emile-Claude Clemens    | Porsche 904 GTS              | 24 |
| 56              | P + 3.0  | 136  | John Coundley              | Jack Fairman John Coundley                  | Lister                       | 23 |
| 57              | GT 2.0   | 57   | Lawrence Tune Engineering  | Chris Lawrence Pip Arnold                   | Morgan Plus 4                | 21 |
| 58              | P 1.3    | 120  | Société Automobiles Alpine | Mauro Bianchi José Rosinski                 | Alpine M64                   | 21 |
| 59              | GT + 3.0 | 88   | Peter Lindner              | Peter Lindner Peter Nöcker                  | Jaguar E-Type Lightweight    | 17 |
| 60              | P + 3.0  | 140  | Ford Advanced Vehicles     | Phil Hill Bruce McLaren                     | Ford GT40                    | 15 |
| 61              | GT 1.3   | 9    | Raymond Nash               | Raymond Nash Anthony Kilburn                | Marcos Fastback GT           | 14 |
| 62              | P 1.3    | 121  | Freeze Racing              | Andy Moffat Peter Gethin                    | Diva GT                      | 14 |
| 63              | GT 1.6   | 33   | Scuderia Sant Ambroeus     | Jean Rolland Fernand Masoero                | Alfa Romeo Giulia TZ         | 12 |
| 64              | GT + 3.0 | 101  | Shelby American Inc.       | Bob Bondurant Jochen Neerpasch              | Shelby Cobra                 | 11 |
| 65              | GT 1.3   | 17   | Chris Ashmore              | Chris Ashmore Roger Mac                     | Lotus Elite                  | 11 |
| 66              | P 1.0    | 112  | Martyn Ryan                | Martyn Ryan R. M. Wilson                    | Deep Sanderson 301           | 10 |
| 67              | P 2.0    | 127T | Porsche System Engineering | Colin Davis Edgar Barth                     | Porsche 904 GTS              | 10 |
| 68              | GT 1.6   | 30   | Ian Walker                 | John Whitmore Tony Hegbourne                | Lotus Elan                   | 9  |
| 69              | P + 3.0  | 134  | Ecurie Francorchamps       | Jean Blaton Pierre Dumay                    | Ferrari 250LM                | 9  |
| 70              | P 1.0    | 109  | Willi Martini              | Georg Bialas Sepp Liebl                     | Martini                      | 9  |
| 71              | GT 2.0   | 59   | John-Glyde Walker          | Simon Scrimgeour John-Glyde Walker          | Turner Sprint                | 7  |
| 72              | GT 1.3   | 11   | Squadra Foitek             | Karl Foitek Gebi Lippuner                   | Alfa Romeo Giulietta SZ      | 5  |
| 73              | P 1.0    | 110  | Société Automobiles Alpine | Henri Grandsire Jean Vinatier               | Alpine M63B                  | 5  |
| 74              | P 1.3    | 117  | Roger Nathan               | Roger Nathan Gordon Jones                   | Marcos Gullwing              | 5  |
| 75              | GT 3.0   | 77   | Ulf Norinder               | Picko Troberg Chris Amon                    | Ferrari 250 GTO              | 4  |
| 76              | GT 1.3   | 2    | Automobiles René Bonnet    | Pierre Monneret Bruno Basini                | René Bonnet Djet             | 3  |
| 77              | GT + 3.0 | 91   | Peter Sutcliffe            | Peter Sutcliffe Richard Stoop               | Jaguar E-Type Lightweight    | 2  |
| 78              | GT + 3.0 | 95   | Tommy Hitchcock            | Tommy Hitchcock Gunter Thiel                | Shelby Cobra                 | 2  |
| 79              | P 2.0    | 129  | Leo Cella                  | Leo Cella Marco Crosina                     | Lancia Flavia Sport Zagato   | 2  |
| 80              | GT 2.0   | 49   | Ecurie Francorchamps       | Léon Dernier André Pilette                  | Porsche 904 GTS              | 1  |
| 81              | P 1.3    | 123  | Automobiles René Bonnet    | Jean-Pierre Beltoise Gérard Laureau         | René Bonnet Djet             | 1  |
| Nicht gestartet |          |      |                            |                                             |                              |    |
| 82              | GT 1.6   | 29   | Chris Barber               | Mike Beckwith                               | Lotus Elan                   | 1  |
| 83              | GT 2.0   | 47   | Rudolf-Wilhelm Moser       | Rudolf-Wilhelm Moser Siegfried Günther      | Porsche 904 GTS              | 2  |
| 84              | GT 2.0   | 64   | Peter Ruby                 | Peter Ruby Joseph Greger                    | Porsche 904 GTS              | 3  |
| 85              | GT 3.0   | 84   | Ecurie Franchoschmaps      | Lucien Bianchi Jean Guichet Nino Vaccarella | Ferrari 250 GTO              | 4  |
| 86              | GT + 3.0 | 90   | Cote                       | Maurice Caillet Jean Gretener               | Jaguar E-Type                | 5  |
| 87              | GT + 3.0 | 92   | Dawnay Racing              | Brian Hetreed                               | Aston Martin DP214           | 6  |
| 88              | GT + 3.0 | 94   | Dick Protheroe             | Dick Protheroe John Taylor                  | Jaguar E-Type Lightweight    | 7  |
| 89              | GT + 3.0 | 97   | Willment Racing Team       | Jack Sears Frank Gardner                    | AC Cobra                     | 8  |
| 90              | GT + 3.0 | 100  | Shelby American Inc.       | Vincenzo Arena                              | Shelby Cobra                 | 9  |
| 91              | P 1.0    | 111  | Ginetta                    | Mike Reid Jeff Sparrowe                     | Ginetta G4                   | 10 |
| 92              | P 1.3    | 116  | Martini                    | Dieter Mohr John Aley                       | Martini                      | 11 |
| 93              | P 2.0    | 127  | Porsche System Engineering | Edgar Barth Colin Davis                     | Porsche 904/8                | 12 |
| 94              | P 2.0    | 128  | Ian Walker Racing          | Peter Arundell Mike Spence                  | Lotus Elan 26R               | 13 |
| 95              | P 2.0    | 130  | John Sprinzel              | Neil Dangerfield John Sparrow               | Triumph TR4                  | 14 |
| 96              | P + 3.0  | 135  | Dawnay Racing              | Mike Salmon Chris Kerrison                  | Aston Martin DP214           | 15 |

1 nicht gestartet
2 tödlicher Unfall von Moser im Training
3 Unfall im Training
4 nicht gestartet
5 Kupplungsschaden im Training
6 tödlicher Unfall von Hetreed im Training
7 Unfall im Training
8 Unfall im Training
9 Unfall im Training
10 Motorschaden im Training
11 nicht gestartet
12 Unfall im Training
13 Unfall im Training
14 nicht gestartet
15 Rückzug nach Unfall von Hetreed

### Nur in der Meldeliste
Hier finden sich Teams, Fahrer und Fahrzeuge, die ursprünglich für das Rennen gemeldet waren, aber aus den unterschiedlichsten Gründen daran nicht teilnahmen.
| Pos. | Klasse   | Nr. | Team                      | Fahrer                                           | Chassis                    |
| ---- | -------- | --- | ------------------------- | ------------------------------------------------ | -------------------------- |
| 97   | GT 1.3   | 12  | Klaus Bongard             | Gustav-Dieter Edelhoff Klaus Bongard             | Lotus Elite                |
| 98   | GT 1.3   | 16  | Lotus Continental         | Jean Wauters                                     | Lotus Elite                |
| 99   | GT 1.3   | 20  | Willi Martini             |                                                  | Abarth-Simca 1300 Bialbero |
| 100  | GT 1.6   | 26  | Hans-Dieter Blatzheim     | Hans-Dieter Blatzheim Horst Ranke                | Porsche 356                |
| 101  | GT 1.6   | 31  | Helmut Busch              | Helmut Busch Werner Lindermann                   | Porsche 356                |
| 102  | GT 1.6   | 37  | André Wicky               | Edgar Berney António Peixinho                    | Lotus Elan                 |
| 103  | GT 1.6   | 39  | Team Elite                |                                                  | Lotus Elan                 |
| 104  | GT 2.0   | 48  | Abarth                    | Hans Herrmann Franco Patria                      | Abarth-Simca 2000GT        |
| 105  | GT 2.0   | 51  | Elva                      | Tony Lanfranchi Greg Wood                        | Elva Courier               |
| 106  | GT 2.0   | 52  | Elva                      | John Mitchell Terry Bone                         | Elva Courier               |
| 107  | GT 2.0   | 54  | Mille Miglia              | Edmond Meert Wim de Jonghe                       | Porsche 904 GTS            |
| 108  | GT 2.0   | 56  | Vanderbyl Racing          | Robert Buchanan-Michaelson Alan Hutcherson       | Abarth-Simca 2000GT        |
| 109  | GT 2.0   | 58  | Lawrence Tune Engineering | Pip Arnold Rob Slotemaker                        | Morgan Plus 4              |
| 110  | GT 2.0   | 60  | Carel Godin de Beaufort   | Gerhard Mitter                                   | Porsche 904 GTS            |
| 111  | GT 2.0   | 60  | Scuderia St. Ambroeus     | Gianni Bulgari Maurizio Grana                    | Porsche 904 GTS            |
| 112  | GT 3.0   | 71  | Francisco de Heredia      | Francisco de Heredia Antonio Heredia de Bandeira | AC Ace                     |
| 113  | GT 3.0   | 73  | Scuderia St. Ambroeus     | Corrado Ferlaino Luigi Taramazzo                 | Ferrari 250 GTO/64         |
| 114  | GT 3.0   | 79  | Ian Burgess               | Ian Burgess Mário de Araújo Cabral               | Ferrari 250 GTO            |
| 115  | GT 3.0   | 82  | Tartaruga                 | Franco Birchler Raul Martin                      | Ferrari 250 GTO            |
| 116  | GT + 3.0 | 89  | Marcel van Bierbeek       | Marcel van Bierbeek                              | Jaguar E-Type              |
| 117  | GT + 3.0 | 102 | Shelby American Inc.      |                                                  | Shelby Cobra               |
| 118  | P 1.0    | 114 | Charles Deutsch           | Alain Bertaut                                    | CD LM64                    |
| 119  | P 1.3    | 124 | R. C. Kerrison            | Peter Ashdown R. S. Denson                       | Lola MK1                   |

### Klassensieger
| Klasse   | Fahrer              | Fahrer          | Fahrzeug                   | Platzierung im Gesamtklassement |
| -------- | ------------------- | --------------- | -------------------------- | ------------------------------- |
| P + 3.0  | Ludovico Scarfiotti | Nino Vaccarella | Ferrari 275P               | Gesamtsieg                      |
| P 2.0    | Joakim Bonnier      | Richie Ginther  | Porsche 904/8              | Rang 5                          |
| P 1.3    | Andrew Hedges       | Keith Greene    | MG Midget                  | Rang 24                         |
| P 1.0    | John Miles          | Peter Jackson   | Diva GT                    | Rang 37                         |
| GT + 3.0 | Jo Schlesser        | Richard Attwood | Shelby Cobra               | Rang 23                         |
| GT 3.0   | Mike Parkes         | Jean Guichet    | Ferrari 250 GTO/64         | Rang 2                          |
| GT 2.0   | Gerhard Koch        | Ben Pon         | Porsche 904 GTS            | Rang 3                          |
| GT 1.6   | Giampiero Biscaldi  | Ernst Furtmayr  | Alfa Romeo Giulia TZ       | Rang 13                         |
| GT 1.3   | Hans Herrmann       | Fritz Jüttner   | Abarth-Simca 1300 Bialbero | Rang 16                         |

### Renndaten
- Gemeldet: 119
- Gestartet: 81
- Gewertet: 46
- Rennklassen: 11
- Zuschauer: 250.000
- Wetter am Renntag: vorerst trocken, Regen am Ende des Rennens
- Streckenlänge: 22,810 km
- Fahrzeit des Siegerteams: 7:08:27,000 Stunden
- Gesamtrunden des Siegerteams: 44
- Gesamtdistanz des Siegerteams: 1003,640 km
- Siegerschnitt: 140,549 km/h
- Pole Position: John Surtees – Ferrari 275P (#143) – 8:57,900 = 152,660 km/h
- Schnellste Rennrunde: John Surtees – Ferrari 275P (#143) 9:09,000 = 146,900 km/h
- Rennserie: 7. Lauf zur Sportwagen-Weltmeisterschaft 1964
- Rennserie: 2. Lauf zur Deutschen Rundstrecken-Meisterschaft 1964